# Antho elegans
Antho elegans är en svampdjursart som först beskrevs av Ridley och Arthur Dendy 1887.  Antho elegans ingår i släktet Antho och familjen Microcionidae. Inga underarter finns listade i Catalogue of Life.